# Eitarō Ozawa
Eitarō Ozawa (小沢 栄太郎, Ozawa Eitarō), né le 27 mars 1909 à Tokyo et mort le 23 avril 1988, est un acteur japonais.

## Biographie
Eitarō Ozawa est apparu dans plus de 200 films entre 1935 et 1988.

## Filmographie partielle
- 1946 : Le Matin de la famille Osone (大曾根家の朝, Osoneke no asashi?) de Keisuke Kinoshita
- 1947 : Le Mariage (結婚, Kekkon?) de Keisuke Kinoshita : Shimamoto
- 1947 : Récit d'un propriétaire (長屋紳士録, Nagaya shinshiroku?) de Yasujirō Ozu
- 1947 : L'Amour de l'actrice Sumako (女優須磨子の恋, Joyū Sumako no koi?) de Kenji Mizoguchi
- 1948 : Le Portrait (肖像, Shōzō?) de Keisuke Kinoshita : Kaneko
- 1949 : Flamme de mon amour (我が恋は燃えぬ, Waga koi wa moenu?) de Kenji Mizoguchi
- 1949 : La Femme de l'enfer (地獄の貴婦人, Jigoku no kifujin?) de Motoyoshi Oda : Fujimura
- 1950 : Scandale (醜聞, Shubun?) d'Akira Kurosawa
- 1952 : L'Éclair (稲妻, Inazuma?) de Mikio Naruse
- 1953 : Les Contes de la lune vague après la pluie (雨月物語, Ugetsu monogatori?) de Kenji Mizoguchi
- 1954 : La Légende de Musashi (武蔵 宮本, Miyamoto Musashi?) de Hiroshi Inagaki
- 1954 : Les Amants crucifiés (近松物語, Chikamatsu monogatori?) de Kenji Mizoguchi
- 1955 : L'Impératrice Yang Kwei-Fei (楊貴妃, Yōkihi?) de Kenji Mizoguchi
- 1955 : Les Loups (狼, Okami?) de Kaneto Shindō
- 1956 : Une actrice (女優, Joyu?) de Kaneto Shindō
- 1956 : Rivière de nuit (夜の河, Yoru no kawa?) de Kōzaburō Yoshimura : Omiya
- 1957 : Suzakumon (朱雀門?) de Kazuo Mori
- 1958 : La tristesse est aux femmes (悲しみは女だけに, Kanashimi wa onna dakeni?) de Kaneto Shindō : Masao
- 1958 : L'Homme H (美女と液体人間, Bijo to ekitai ningen?) d'Ishirō Honda
- 1958 : La Vengeance des loyaux serviteurs (忠臣蔵, Chūshingura?) de Kunio Watanabe : Hyōbu Chisaka
- 1959 : Heureux Dragon n°5 (第五福竜丸, Daigo Fukuryu-Maru?) de Kaneto Shindō : le gouverneur
- 1960 : Quand une femme monte l'escalier (女が階段を上る時, Onna ga kaidan wo agaru toki?) de Mikio Naruse
- 1960 : Yosaburo et ses cicatrices (切られ与三郎, Kirare Yosaburō?) de Daisuke Itō
- 1960 : Le gang rue dans les brancards (くたばれ愚連隊, Kutabare Gurentai?) de Seijun Suzuki : Kanjuro Mizoguchi
- 1961 : Confessions d'une épouse de Yasuzō Masumura
- 1962 : Gorath (妖星ゴラス, Yōsei Gorasu?) d'Ishirō Honda
- 1962 : La Renarde folle (恋や恋なすな恋, Koi ya koi nasuna koi?) de Tomu Uchida
- 1964 : Le mari était là (「女の小箱」より 夫が見た, Otto ga mita 'Onna no kobako' yori?) de Yasuzō Masumura
- 1964 : Assassinat (暗殺, Ansatsu?) de Masahiro Shinoda
- 1965 : Fantômes japonais (四谷怪談, Yotsuya kaidan?) de Shirō Toyoda
- 1965 : Les Malfaisants (悪党, Akutō?) de Kaneto Shindō
- 1966 : Délit de fuite (ひき逃げ, Hikinige?) de Mikio Naruse : Kakinuma
- 1967 : La Légende de Zatoïchi : Route sanglante (座頭市血煙り街道, Zatōichi chikemuri kaido?) de Kenji Misumi : Torikoshi
- 1968 : Nemuri Kyōshirō onna jigoku (眠狂四郎女地獄?) de Tokuzō Tanaka : Hori
- 1969 : La Demeure de la rose noire (黒薔薇の舘, Kuro bara no yakata?) de Kinji Fukasaku
- 1971 : La Cérémonie (儀式, Gishiki?) de Nagisa Ōshima
- 1974 : Sandakan no 8 (サンダカン八番娼館 望郷, Sandakan No 8?) de Kei Kumai
- 1975 : Kenji Mizoguchi ou la vie d'un artiste (ある映画監督の生涯 溝口健二の記録, Aru eiga-kantoku no shōgai Mizoguchi Kenji no kiroku?) de Kaneto Shindō (documentaire) : lui-même
- 1976 : Le Complot de la famille Inugami (犬神家の一族, Inugami-ke no ichizoku?) de Kon Ichikawa
- 1978 : Burū Kurisumasu (ブルークリスマス, Burū kurisumasu?) de Kihachi Okamoto
- 1979 : La Maison du pendu (病院坂の首縊りの家, Byōinzaka no kubikukuri no ie?) de Kon Ichikawa
- 1981 : L'Affaire Shimoyama (日本の熱い日々 謀殺・下山事件, Nihon no atsui hibi bōsatsu: Shimoyama jiken?) de Kei Kumai
- 1982 : Dans l'ombre du loup (鬼龍院花子の生涯, Kiryūin Hanako no shōgai?) de Hideo Gosha : Genichiro Tanabe
- 1982 : Giwaku (疑惑?) de Yoshitarō Nomura : le professeur Anzai
- 1984 : Le Retour de Godzilla (ゴジラ, Gojira?) de Kōji Hashimoto : le ministre des finances Kanzaki
- 1985 : Kiken na onnatachi (危険な女たち?) de Yoshitarō Nomura
- 1986 : Uemura Naomi monogatari (植村直己物語?) de Jun'ya Satō : Eijiro Nishikawa
- 1986 : Death Shadows (十手舞, Jittemai?) de Hideo Gosha
- 1987 : L'Inspectrice des impôts (マルサの女, Marusa no onna?) de Jūzō Itami : Zeirishi
- 1987 : Shinran ou la Voix immaculée (親鸞 白い道, Shinran: Shiroi michi?) de Rentarō Mikuni : Gyosen

## Récompenses et distinctions
- 1947 : Prix du film Mainichi du meilleur acteur pour Le Matin de la famille Osone[3]